# Physalis grisea
Physalis grisea là loài thực vật có hoa trong họ Cà. Loài này được (Waterf.) M. Martínez miêu tả khoa học đầu tiên năm 1993.